# Mészáros Elemér József
Mészáros Elemér József (szlovákul Jozef Elemír Mészáros) (Vicsápapáti, 1897. augusztus 14. – Nyitra, 1939. október 14.) akademikus szobrász, grafikus, metsző, aranyműves ékszerész és ötvös.

## Életpályája

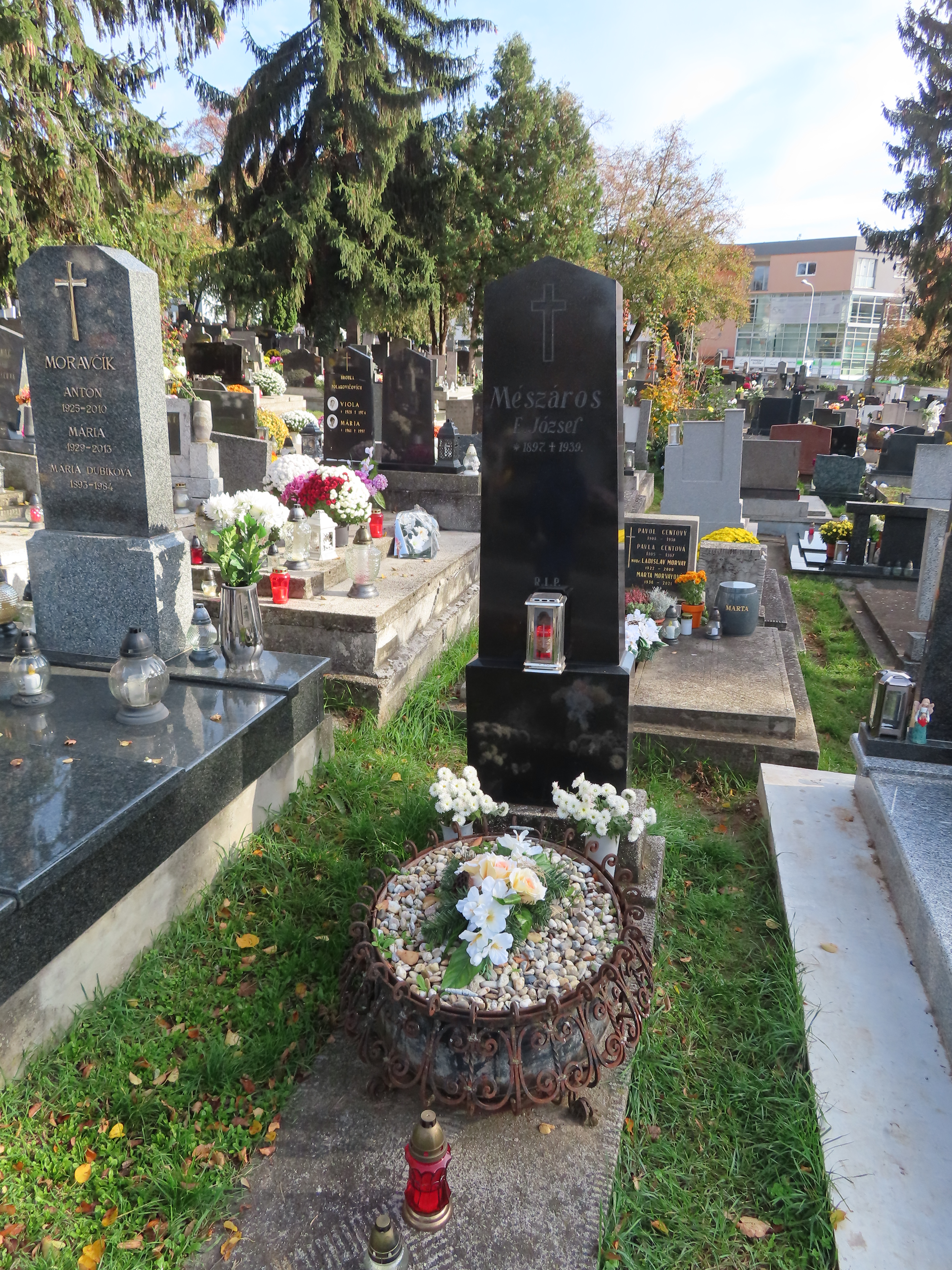
Sírja Nyitrán

Vasutas családból származott. Művészeti tanulmányait 1912–1915 között Budapesten a Képzőművészeti Iskolában végezte. Az első világháborúban az albán fronton szolgált. A jobb karján megsebesült, s sokáig a bécsi hadikórházban ápolták. Nyitrán telepedett le, a szülei házában hozta létre műtermét. Apró művészeti használati tárgyak készítésére szakosodott. 1926–1928 között a budapesti Országos Képzőművészeti Iskolán tanult tovább, majd Németországban a badeni képzőművészeti iskolán tanult Pforzheimban. Hazatérve tökéletesítette művészi tudását, még több megrendelést és elismerést kapott. Ekkor már alkalmazottakat is fogadott.
1933-ban a nyitrai Pribina ünnepségekre számos szakrális és emléktárgyat készített. 1933. októbere és 1934. vége között a nagyobb bevételeinek köszönhetően Olaszországba utazott. Itt gyúlt fel benne a szobrászat iránti érdeklődése. 1933. decemberi szobrász munkája alapján felvették a római Academia di Belle Arti-ra. Ezt 1934-ben látogatta. Judit és Holofernész dombormű művével elnyerte a római Institut beato Angelico pályázatának első díját.
Szecessziós díszítésű használati tárgyakat készített. Éremsorozatában neves zeneszerzők arcképeit örökítette meg, melyet operaénekes felesége inspirált. Hasonló sorozatot készített sportolók figuráival a nyitrai sportklubok számára is. A Nyitra Menti Múzeum (Ponitrianske múzeum v Nitre) gyűjteményéből másolatai voltak kiállítva a vicsápapáti emlékszobájában.
A nyitrai művészeti kör jeles tagja. Szmida Kálmán megrendelésére elkészítette a nyitrai Szent Mihály kápolna Prohászka Ottokár emléktábláját, illetve a keresztutat ábrázoló kődomborműveit.
Tüdőbetegségben hunyt el. A városi temetőben nyugszik.
1982-ben a Nyitra Megyei Galéria kiállítást szervezett emlékére.

## Művei
- Keresztút, Szent László-templom, Nyitra
- Keresztút, Szent Mihály-templom homlokzata, Nyitra
- Oltárszekrény, Szent Emmerám-székesegyház, Nyitra
- 1939 Gyógyulás utáni vágy, Egyetemi Kórház, Nyitra (Nemzeti Kulturális Műemlék)[3]